# Elias Magnus Fries

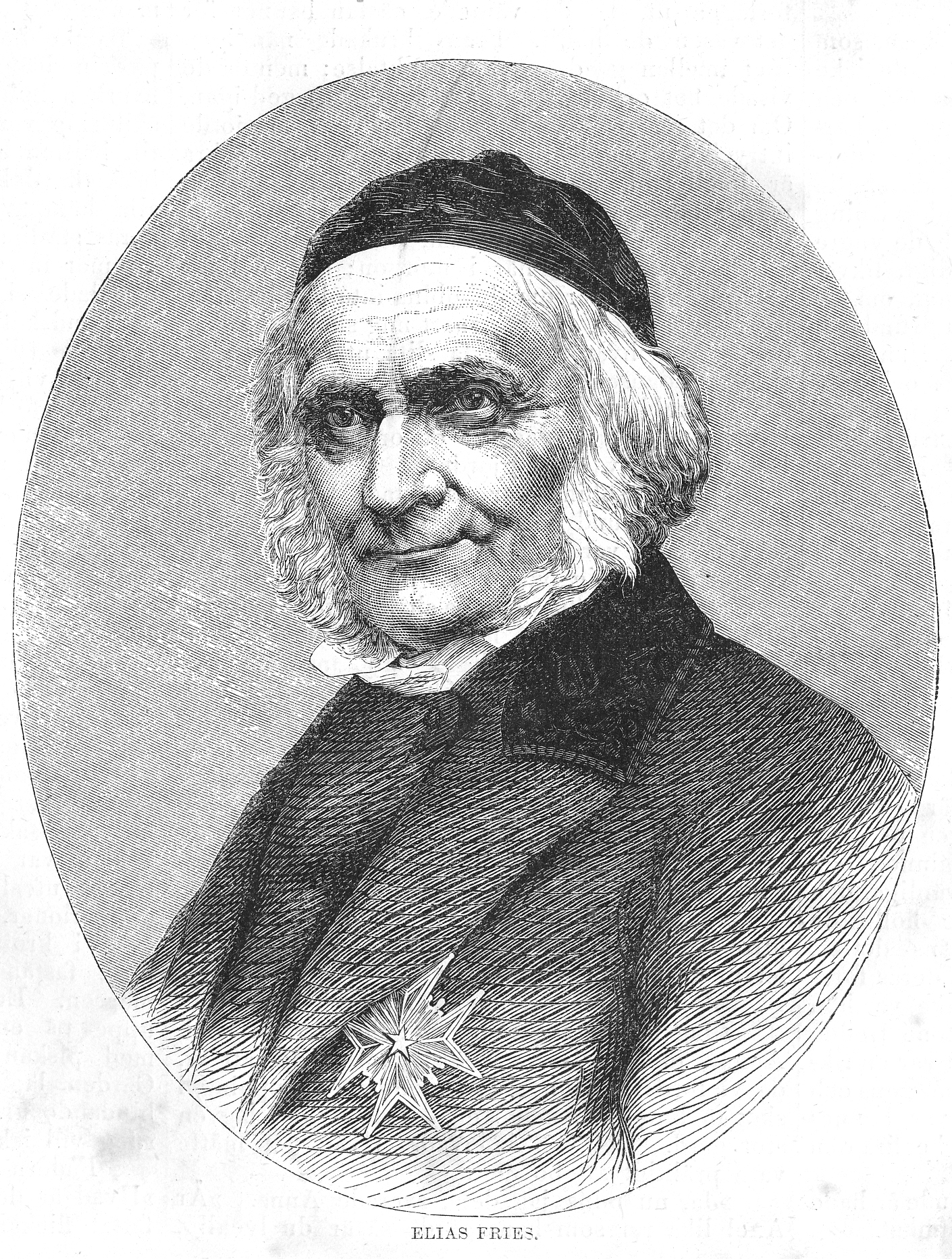
Elias Magnus Fries, 1877

Elias Magnus Fries (n. 15 august 1794, Femsjö, Jönköpings län - d. 8 februarie 1878, Uppsala) a fost un botanist suedez și specialist în micologie. El este privit, împreună cu savantul bur Christian Hendrik Persoon, fondator al taxonomiei moderne, adică a  micologiei sistematice, în cadrul Regnului Fungi. Abrevierea numelui său în cărți științifice este Fr..

## Biografie
Elias Magnus Fries s-a născut în regiunea Småland din sudul Suediei, o zonă deosebit de bogată de ciuperci. Această ocazie, la care trebuie să fie adăugată și educația botanică care a primit-o de la tatăl său Thore Fries (1762–1839), pastor la biserica din Femsjö, care l-a încurajat mereu în ceea ce avea să devină: un interesat pe tot parcursul vieții în ciuperci și studiul acestora, o materie care astăzi se cunoaște sub denumirea „Știința micologică”.
Băiatul a urmărit mai întâi, din 1803, școala din Växjö apoi, din 1808, liceul tot acolo. Deja în 1810 a scris o primă mică lucrare despre flora din împrejurarea de Femsjö. La vârsta de 17 ani, el a cunoscut deja mai mult de 300 de specii. Se presupune că el a fi învățat limba latină înainte de cea suedeză. Astfel n-ar fi avut probleme să citească lucrări științifice de botanică de atunci, aproape toate scrise în latină.
În anul 1811 Fries a început studiul la Universitatea din Lund. În anul 1814 a obținut titlul de doctor în filosofie și botanică, fiind imediat preluat ca docent. Disertația s-a a scris-o despre Flora Suediae, o tematică care a dezvoltat-o mai departe în opera sa de mai multe volume Novitiæ floræ svecicæ, (până 1824). În anul terminării acestei lucrări a fost avansat la gradul de profesor asociat de botanică.
Între timp (1821) a fost admis ca membru al Kungliga Vetenskapsakademien (Academia Regală de Științe a Suediei), ceva mai târziu (1847) și unul al Svenska Akademien (Academia Regală Suedeză). Din 1828 Fries a fost numit Botanices Demonstrator, ceea ce a însemnat, că i-au fost încredințate sarcini de cercetare și excursii botanice și, de asemenea, a figurat în funcția de șef a "Grădini Botanice" din Lund. În același an s-a căsătorit Christina Wieslander.
În timp ce a fost la Lund, Fries a produs inovatoarea sa Systema micologica în trei volume (1821-1832), un sistem de micologie în care a clasificat ciuperci prin caracteristicile lor fizice și formele corpurilor de fructe (în special culoarea sporilor și structura suprafețelor purtătoare de spori (branhii, pori, dinți, falduri, suprafață netedă, etc, numite Hymenophore). Această lucrare seminală este fundamentul celei mai mari părți a taxonomiei micologice moderne pentru toate speciile cu excepția de trei grupuri de ciuperci pentru care Christiaan Hendrik Persoon este autoritatea fondatoare necontestată.
Fries a dezvoltat de asemenea un sistem de clasificare a lichenilor bazând pe caracterele ale corpului lor de fructe (organele care produc spori de reproducere). A prezentat acest sistem în lucrarea sa Lichenographia europaea reformata din 1831, care a fost acceptată pe larg, până ce folosirea microscopului a revoluționat cunoștințele în acest domeniu. Fries a fost prima persoană care a deosebit între lichenii cu elemente exterioare pe corpul fructifer și cele fără. Pentru această realizare îi s-a conferit Marea medalie de aur a lui Linnaeus.
În anul 1834, Fries Magnus a părăsit Universitatea din Lund, devenind  profesor universitar de economie practică la Universitatea Uppsala, deci scaunul de profesură în botanică a fost ocupat de profesorul Wahlberg. Cel puțin a avut ocazia de a prelua în același timp conducerea grădinii botanice precum a muzeului local din oraș. El a fost, de asemenea, membru al parlamentului, reprezentând Universitatea Uppsala pe ziua națională 1844-1845 și 1847-1848 precum și membru al Comitetului Constituțional. Poziția sa de la Uppsala a fost lărgită prin funcția de profesor de botanică în 1851. Cu câțiva ani înainte, marele Carl von Linné a întreținut acest scaun de profesură la fel ca fiul său Thore Magnus (1832-1913) care a fost și rector al universității. Savantul a emeritat în anul 1859.

## Importanța savantului pentru micologie
Elias Magnus Fries a fost, împreună cu compatriotul său Christian Hendrik Persoon, fondatorul taxonomiei moderne (micologiei sistematice) în cadrul regnului Fungi, astfel mulți micologi au denumit un număr mai mare de taxoni (genuri, specii și varietăți) în onoarea lui: "friesii" sau "friesiana".
În marea sa monografie (1836-1838) precum în special  în ultima sa lucrare majoră Hymenomycetes Europaei (1874) marele om de știință a clasificat 2.770 de specii de ciuperci.  Fries însăși a denumit și clasificat 116 de genuri și peste 400 de specii, unele foarte cunoscute, între altele pe Buretele galben, Buretele viperei, Creasta cocoșului, Hribul,  Lăptuca dulce, Vinețica porumbeilor, Șampinionul (Ciuperca de câmp), Zbârciogul sau Zbârciogul gras.
Aceste lucrări i-a inspirat pe micologii Lucien Quélet și Petter Adolf Karsten (1834-1917) de a practica o micologie modernă. Ei, folosind deja microscopul care pe timpul lui Fries a fost necunoscut, au reclasificat și redenumit mai multe genuri și specii cazat posibilității de adăugare a elementelor microscopice, dar păstrând majoritatea) .
Pentru activitatea sa extraordinară, el a fost distins adesea oară. Pe lângă onorurile menționate mai sus, el a fost decorat cu Marea Cruce de Comandor a Ordinului regal suedez Steaua Polară și numit doctor honoris causae prin universitatea din Lund (1868). El a și fost membru al Societății Regale de Științe Uppsala (1831), American Academy of Arts and Sciences (1849), Academiei de Științe din Berlin (1854), al Royal Society (1874) precum membru corespondent al Universității de Stat din Sankt Petersburg (1850).
În pentru acel timp impunătoarea vârsta de 83 de ani, marele Fries a murit în casa sa din Uppsala din cauza unei pneoumonii.

## Ciuperci descrise de Fries (selecție)
În rubrica adăugată sunt enumerați numai acei taxoni care au valabilitate până astăzi (ce înseamnă, că n-au fost puse în rândul sinonimelor):

### Familii și genuri
| - Polyporaceae, familie (Fr.) Corda - Gomphidius (Fr.) Fr. - Hygrophorus Fr. - Psathyrella (Fr.) Quél. (1872) - Acremonium (Link) Fr. - Acrospermum (Tode) Fr. - Antennaria (Link) Fr. - Ascobolus (Pers.) Fr. - Aspergillus (Micheli) Fr. - Bolbitius Fr. - Boletus (Dillenius) Fr. - Botrytis (Micheli) Fr. - Bulgaria Fr. - Calocera (Fr.) Fr. (1825) - Calvatia Fr. - Camillea Fr. - Cantharellus (Adanson) Fr. - Cephalotrichum (Link) Fr. | - Cladosporium (Link) Fr. - Clavaria (Vaill.) Fr. - Cudonia Fr. - Cyclomyces Fr. - Dacrymyces (T.Nees) Fr. - Daedalea (Pers.) Fr. - Dermocybe Fr. - Diachea Fr. - Discina (Fr.) Fr. - Eccilia Fr. - Elaphomyces (T.Nees) Fr. - Erysiphe (Hedwig) Fr. - Exidia Fr. - Favolus (P.Beauv.) Fr. - Fistulina (Bull.) Fr. - Fomes (Fries) Fr. - Geoglossum (Pers.) Fr. - Gomphidius Fr. | - Gyromitra Fr. - Hexagona (Pollich) Fr. - Hypocrea Fr. - Hypoxylon (Bull.) Fr. - Hysterium (Tode) Fr. - Inocybe (Fr.) Fr. - Irpex Fr. - Isaria (Pers.) Fr. - Kretzschmaria Fr. - Lentinus Fr. - Lenzites Fr. - Leotia (Pers.) Fr. - Marasmius Fr. - Microporus Fr. - Mitrula (Pers.) Fr. - Morchella (Dillenius) Fr. - Mucor (Micheli) Fr. - Mutinus Fr. | - Myrothecium (Tode) Fr. - Myxacium Fr. - Nectria Fr. - Nyctalis Fr. - Onygena (Pers.) Fr. - Orbilia Fr. - Panus Fr. - Paxillus Fr. - Penicillium (Link) Fr. - Peziza (Dillenius) Fr. - Phlebia Fr. - Phlegmacium Fr. - Pilobilus (Tode) Fr. - Pluteus Fr. - Polyporus (Micheli) Fr. - Polysticta Fr. - Poronia (Willdenow) Fr. - Ramaria (Fr.) Bonord. | - Rhytisma Fr. - Schizophyllum Fr. - Sepedonium (Link) Fr. - Sparassis Fr. - Sphaeria (Hall.) Fr. - Stictis (Pers.) Fr. - Syzygites (Ehrenb.) Fr. - Taphrina Fr. - Telamonia Fr. - Thelebolus (Tode) Fr. - Thelephora (F. Ehrhart) Fr. - Trametes Fr. - Tremella (Dillenius) Fr. - Trogia Fr. - Tuber (Micheli) Fr. - Urnula Fr. - Verpa (O.P.Swartz) Fr. - Volutella (Tode) Fr. |

### Specii
| - Agaricus campestris L.: Fr. - Agaricus comtulus Fr. - Agaricus mastoideus Fr. - Amanita fulva Schaeff.: Fr. - Amanita gemmata Fr.: Bertill. - Agaricus magnificus Pers.: Fr. - Amanita phalloides Link: Fr. - Amanita regalis Fr.: Michael - Amanita verna Bull.: Fr. - Asterophora lycoperdoides (Bull.: Mérat) Ditmar: Fr. - Bolbitius titubans (Bull.: Fr.) Fr. - Bolbitius vitellinus (Pers.: Fr.) Fr. - Boletus badius Fr. - Boletus chrysenteron (Bull.) Fr. - Boletus edulis Bull.: Fr. - Boletus impolitus Fr. - Boletus parasiticus Bull.: Fr. - Bulgaria inquinans Fr. - Calocera cornea (Batsch) Fr. - Calocera furcata (Fr.) Fr. - Calocera viscosa (Pers.) Fr. - Calvatia craniformis (Schwein.) Fr. - Cantharellus cibarius Fr. - Cantharellus cinereus (Pers.) Fr. - Clavaria amethystina Fr. - Cantharellus tubaeformis Fr. - Clathrus ruber T.Nees: Fr. - Conocybe filaris (Fr., 1884) Kühner (1935) - Coprinellus niveus (Pers.) Fr. - Coprinellus micaceus (Bull.: Fr.) Vilgalys - Coprinus atramentarius (Bull.: Fr.) Redhead - Coprinopsis lagopus (Fr.) Redhead - Coprinus plicatilis (Curtis: Fr.) Fr. - Coprinus radians (Desm.: Fr.) Vilgalys - Cortinarius alboviolaceus (Pers.) Fr. - Cortinarius allutus Fr. - Cortinarius anomalus Fr.: Fr. - Cortinarius anthracinus Fr. - Cortinarius argentatus (Pers.: Fr.) - Cortinarius armeniacus (Schaeff.) Fr. - Cortinarius armillatus (Fr.: Fr.) Fr. - Cortinarius balaustinus Fr. - Cortinarius balteatus Fr.: Fr. - Cortinarius bivelus Fr.: Fr. - Cortinarius bolaris (Pers.) Fr. - Cortinarius bovinus Fr. - Cortinarius brunneus (Pers.) Fr. - Cortinarius caerulescens (Schaeff.) Fr. - Cortinarius callisteus Fr.: Fr. - Cortinarius camphoratus Fr.: Fr. - Cortinarius caninus Fr.: Fr. - Cortinarius caperatus (Pers.) Fr. - Cortinarius cinnabarinus Fr. - Cortinarius claricolor (Fr.) Fr. - Cortinarius cotoneus Fr. - Cortinarius crassus Fr. - Cortinarius cumatilis Fr. - Cortinarius cyanites Fr. | - Cortinarius delibutus Fr. - Cortinarius dibaphus Fr. - Cortinarius elatior (Pers.) Fr. - Cortinarius elegantior (Fr.) Fr. - Cortinarius evernius (Fr.) Fr. - Cortinarius fasciatus (Scop.) Fr. - Cortinarius fulvescens Fr. - Cortinarius flexipes (Pers.) Fr. - Cortinarius gentilis (Fr.) Fr. - Cortinarius hemitrichus (Pers.) Fr. - Cortinarius hinnuleus (Sowerby) Fr. - Cortinarius infractus (Pers.) Fr. - Cortinarius laniger Fr. - Cortinarius largus Fr. - Cortinarius limonius (Fr.) Fr. - Cortinarius malachius (Fr.) Fr. - Cortinarius malicorius Fr. - Cortinarius mucifluus Fr. - Cortinarius multiformis (Fr.) Fr. - Cortinarius mucifluus (Fr.) Melot - Cortinarius obtusus (Fr.) Fr. - Cortinarius percomis Fr. - Cortinarius purpurascens (Fr.) Fr. - Cortinarius rigens (Pers.) Fr. - Cortinarius rufo-olivaceus (Pers.) Fr. - Cortinarius saginus Fr.: Fr. - Cortinarius salor Fr. - Cortinarius scaurus (Fr.) Fr. - Cortinarius semisanguineus (Fr.) Gillet - Cortinarius spilomeus (Fr.) Fr. - Cortinarius stillatitius Fr. - Cortinarius subferrugineus (Batsch) Fr. - Cortinarius talus Fr. - Cortinarius triformis Fr. - Cortinarius torvus (Fr.) Fr. - Cortinarius traganus (Fr.) Fr. - Cortinarius triumphans Fr. - Cortinarius turmalis Fr. - Cortinarius uraceus Fr. - Cortinarius venetus (Fr.) Fr. - Cortinarius vibratilis Fr.: Fr. - Craterellus lutescens (Fr.) Fr. - Craterellus sinuosus (Fr.) Fr. - Craterellus odoratus (Schwein.: Fr.) Fr. - Cuphophyllus fornicatus (Fr.) Lodge, Padamsee & Vizzini (2013) - Daedalea quercina Pers.: Fr. - Discina perlata (Fr.) Fr. - Entoloma cetratum (Fr., 1818) M.M.Moser (1978) - Entoloma griseocyaneum (Fr., 1818) P.Kumm. (1871) - Entoloma jubatum (Fr., 1821) P.Karst. (1879) - Entoloma prunuloides (Fr.) Quél. - Entoloma sericellum (Fr.) P.Kumm. (1871) - Entoloma serrulatum (Fr.) Hesler (1967) - Exidia glandulosa Bull.: Fr. - Exidia recisa Fr. - Fistulina hepatica Schaeff.: Fr. - Geastrum fimbriatum Fr. - Gomphidius glutinosus (Schaeff.: Fr.) Fr. - Gomphidius maculatus (Scop.) Fr. - Gomphidius roseus (Fr.) Fr. - Gyromitra caroliniana (Bosc: Fr.) Fr. - Gyromitra esculenta (Pers.: Fr.) Fr. - Helvella crispa (Scop.) Fr. - Helvella monachella (Scop.) Fr. - Hygrocybe chlorophana (Fr.) Wünsche (1877) - Hygrocybe fornicata (Fr.) Singer (1951) - Hygrocybe glutinipes (Fr.) R.Haller (1956) - Hygrocybe miniata (Fr.) P.Kumm. - Hygrocybe mucronella (Fr.) P.Karst. (1879) - Hygrocybe punicea (Fr.) P.Kumm. - Hygrocybe vitellina (Fr.) P.Karst. (1879) | - Hygrophorus agathosmus (Fr.) Fr. - Hygrophorus arbustivus Fr. - Hygrophorus chrysodon (Batsch) Fr. - Hygrophorus conicus (Fr.) Fr. - Hygrophorus cossus (Sowerby) Fr. - Hygrophorus discoideus (Pers.) Fr. - Hygrophorus eburneus (Fr.) Fr. - Hygrophorus erubescens (Fr.) Fr. - Hygrophorus gliocyclus Fr. - Hygrophorus hypothejus (Fr.) Fr. - Hygrophorus laetus (Fr.) Fr. - Hygrophorus nemoreus (Pers.) Fr. - Hygrophorus nitratus Fr. - Hygrophorus niveus Fr. - Hygrophorus olivaceoalbus (Fr.) Fr. - Hygrophorus ovinus (Fr.) Fr. - Hygrophorus penarius Fr. - Hygrophorus pratensis Fr. - Hygrophorus psittacinus (Fr.) Fr. - Hygrophorus pudorinus (Fr.) Fr. - Hygrophorus pustulatus (Pers.) Fr. - Hygrophorus vitellinus Fr. - Hypholoma capnoides (Fr.) P.Kumm. - Hypocrea gelatinosa (Tode) Fr. - Imperator torosus (Fr.) Assyov (2015) - Inocybe lacera (Fr.) P.Kumm. (1871) - Inocybe petiginosa (Fr.:Fr.) Gillet (1876) - Inocybe sambucina (Fr.) Quél. (1872) - Inocybe sindonia (Fr.) P.Karst. (1879) - Irpex lacteus (Fr.) Fr. - Lactarius azonites (Bull.) Fr. - Lactarius blennius (Fr.) Fr. - Lactarius camphoratus (Bull.) Fr. - Lactarius chrysorrheus Fr. - Lactarius fuliginosus (Krapf) Fr. - Lactarius glyciosmus (Fr.) Fr. - Lactarius helvus (Fr.) Fr. - Lactarius hysginus (Fr.) Fr. - Lactarius indigo (Schwein.) Fr. - Lactarius lignyotus Fr. - Lactarius lilacinus (Lasch) Fr. - Lactarius mammosus Fr. - Lactarius pubescens (Schrad.) Fr. - Lactarius pyrogalus (Bull.) Fr. - Lactarius quietus (Fr.) Fr. - Lactarius resimus (Fr.) Fr. - Lactarius rufus (Scop.) Fr. - Lactarius sanguifluus (Paulet) Fr. - Lactarius scrobiculatus (Scop.) Fr. | - Lactarius serifluus (DC.) Fr. - Lactarius trivialis (Fr.) Fr. - Lactarius uvidus (Fr.) Fr. - Lactarius turpis (Weinm.) Fr. - Lactarius vellereus (Fr.) Fr. - Lactarius vietus (Fr.) Fr. - Lactarius volemus Fr. - Lactarius zonarius (Bull.) Fr. - Lentinus lepideus (Fr.: Fr.) Fr. - Lentinus strigosus (Schwein.) Fr. - Lentinus tigrinus (Bull.) Fr. - Lenzites betulina (Fr.) Fr. - Leotia atrovirens Fr. - Leotia lubrica Pers.: Fr. - Leotia viscosa Fr. - Lepiota erminea (Fr.) P.Kumm. - Lepista personata (Fr.) Cooke - Lycogala epidendrum (L.) Fr. - Lyophyllum decastes (Fr.) Singer - Marasmius alliaceus (Jacq.) Fr. - Marasmius androsaceus (L.) Fr. - Marasmius oreades (Bolton) Fr. - Marasmius rotula (Scop.) Fr. - Marasmius scorodonius Fr. - Marasmius siccus (Schwein.) Fr. - Merulius tremellosus (Schrad) Fr. - Morchella deliciosa Fr. - Morchella elata Fr. - Morchella semilibera De Chambre: Fr. - Mutinus caninus (Pers.) Fr. - Mycena inclinata (Fr.) Quél. - Panus conchatus (Fr.) Fr. - Panus rudis Fr. - Paxillus involutus (Batsch: Fr.) Fr. - Paxillus panuoides Fr. - Phlebia radiata Fr. - Pleurotus pulmonarius (Fr.) Quél. - Pluteus ephebeus (Fr.) Gillet (1876) - Pluteus hispidulus (Fr.) Gillet (1876) - Pluteus lutescens (Fr.) Bres. (1929) - Polyporus arcularius Bataille: Fr. - Polyporus brumalis Fr. - Polyporus confluens (Alb. & Schwein.) Fr. - Polyporus elegans Bull.: Fr. - Polyporus fragilis Fr. - Polyporus frondosus Fr. - Polyporus giganteus Pers.: Fr. - Polyporus ovinus Schaeff.: Fr. - Polyporus picipes Fr. - Polyporus squamosus Huds.: Fr. - Polyporus sulphureus Bull.: Fr. - Polyporus tuberaster Jacquin: Fr. - Polyporus umbellatus Pers.: Fr. - Polyporus varius Fr. - Polysticta molluscus Fr. | - Polysticta reticulatus T.Nees: Fr. - Ramaria flaccida (Fr., 1821) Bourdot (1898) - Russula aeruginea Fr. - Russula albonigra Krombh.: Fr. - Russula alutacea Pers.: Fr. - Russula aurata Fr. - Russula cyanoxantha Schaeff. Fr. - Russula decolorans Fr. - Russula delica Fr. - Russula fragilis (Pers.) Fr. - Russula grisea (Pers.) Fr. - Russula heterophylla (Fr.) Fr. - Russula integra (L.) Fr. - Russula nauseosa (Pers.) Fr. - Russula nigricans (Fr.) Fr. - Russula mustelina Fr. - Russula ochroleuca (Pers.) Fr. - Russula olivacea (Schaeff.) Fr. - Russula puellaris Fr. - Russula rosacea (Pers.: Secretan) Fr. - Russula rubra (Lam.) Fr. - Russula sanguinea (Bull.) Fr. - Russula sororia Fr. - Russula xerampelina (Schaeff.) Fr. - Schizophyllum communis Fr. - Scleroderma geaster Fr. - Sparassis crispa Wulfen: Fr. - Suillus collinitus (Fr., 1838) O.Kuntze, 1898) - Suillus flavidus (Fr.) J.Presl - Stereum complicatum (Fr.) Fr. - Stereum ostrea (Blume & T.Nees: Fr.) Fr. - Thelephora palmata Scop.: Fr. - Thelephora terrestris Fr. - Trametes elegans (C.K.Spreng.: Fr.) Fr. - Trametes suaveolens (L.: Fr.) Fr. - Tremella foliacea Pers.: Fr. - Tricholoma cingulatum Fr.: Jacobasch - Tricholoma colossus Fr.: Quél. - Tricholoma columbetta Fr.: P.Kumm. - Tricholoma fucatum Fr.: P.Kumm. - Tricholoma focale (Fr.) Ricken (1915) - Tricholoma fulvum (Fr.) Bigeard & H.Guill. (1909) - Tricholoma gausapatum Fr.: Quél. - Tricholoma imbricatum (Fr.) P.Kumm. (1871) - Tricholoma inamoenum (Fr.)Gillet (1874) - Tricholoma lascivum (Fr.)Gillet (1874) - Tricholoma saponaceum (Fr.) P.Kumm. - Tricholoma scalpturatum Fr.: Quél. - Tricholoma pessundatum Fr.: Quél. - Tricholoma portentosum Fr.: Quél. - Tricholoma stans Fr.: Sacc. - Tricholoma ustale (Fr.) P.Kumm. - Tricholoma virgatum (Fr.) P.Kumm. - Urnula craterium Schwein.: Fr. - Xerocomellus pruinatus Fr. & Hök (1835) |

## Galerie de imagini

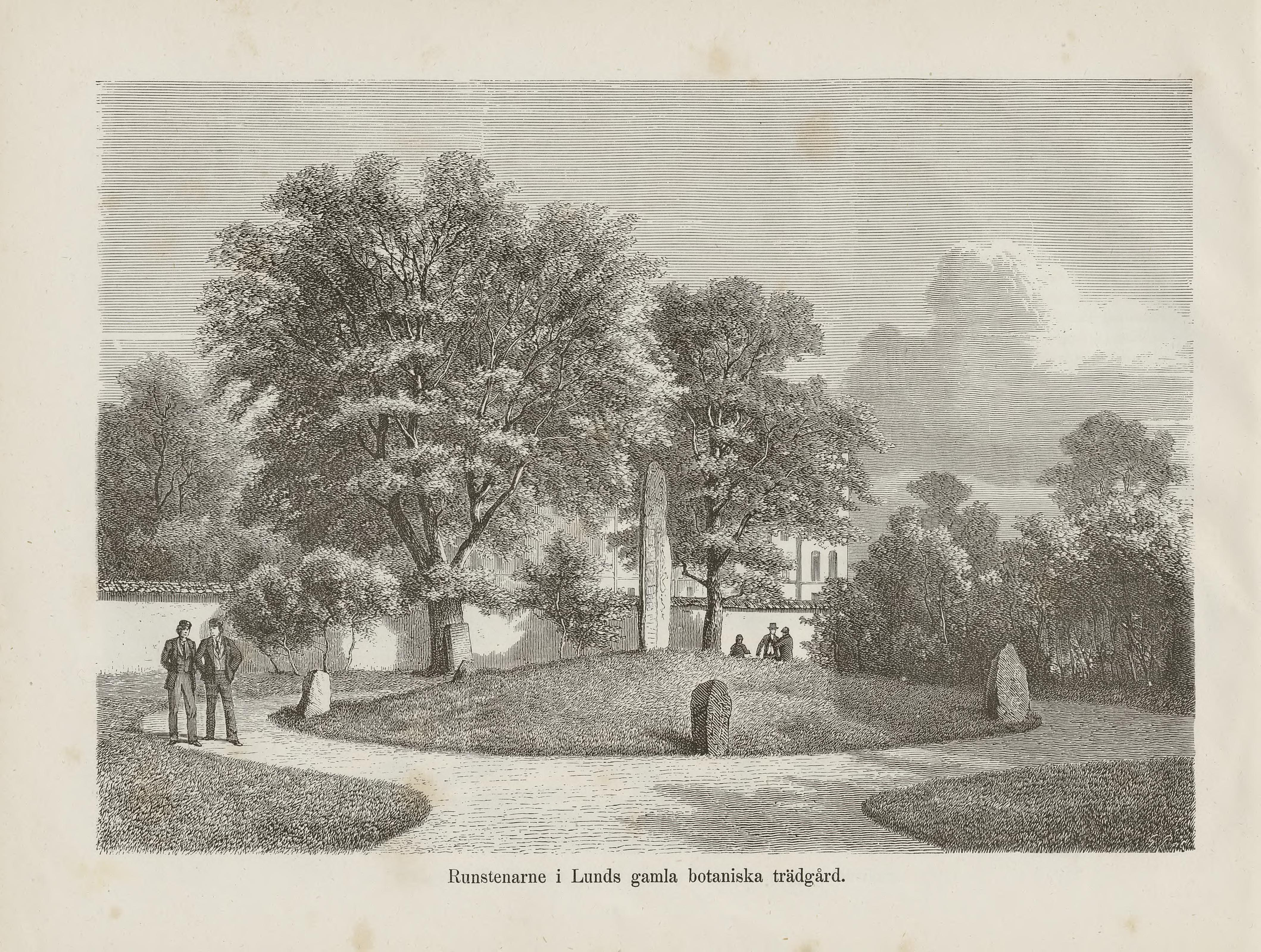
În grădina botanică din Lund
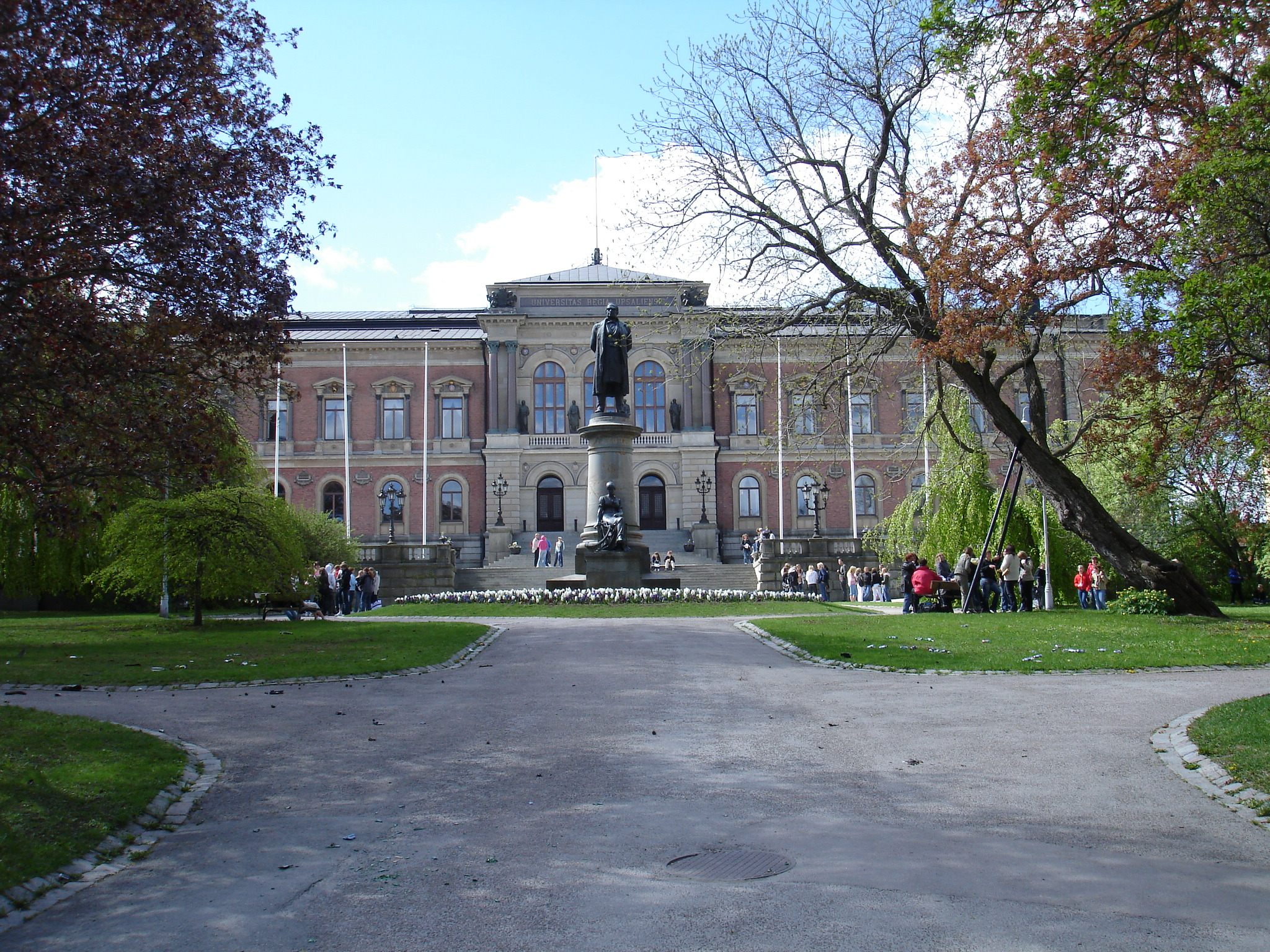
Universitatea din Uppsala
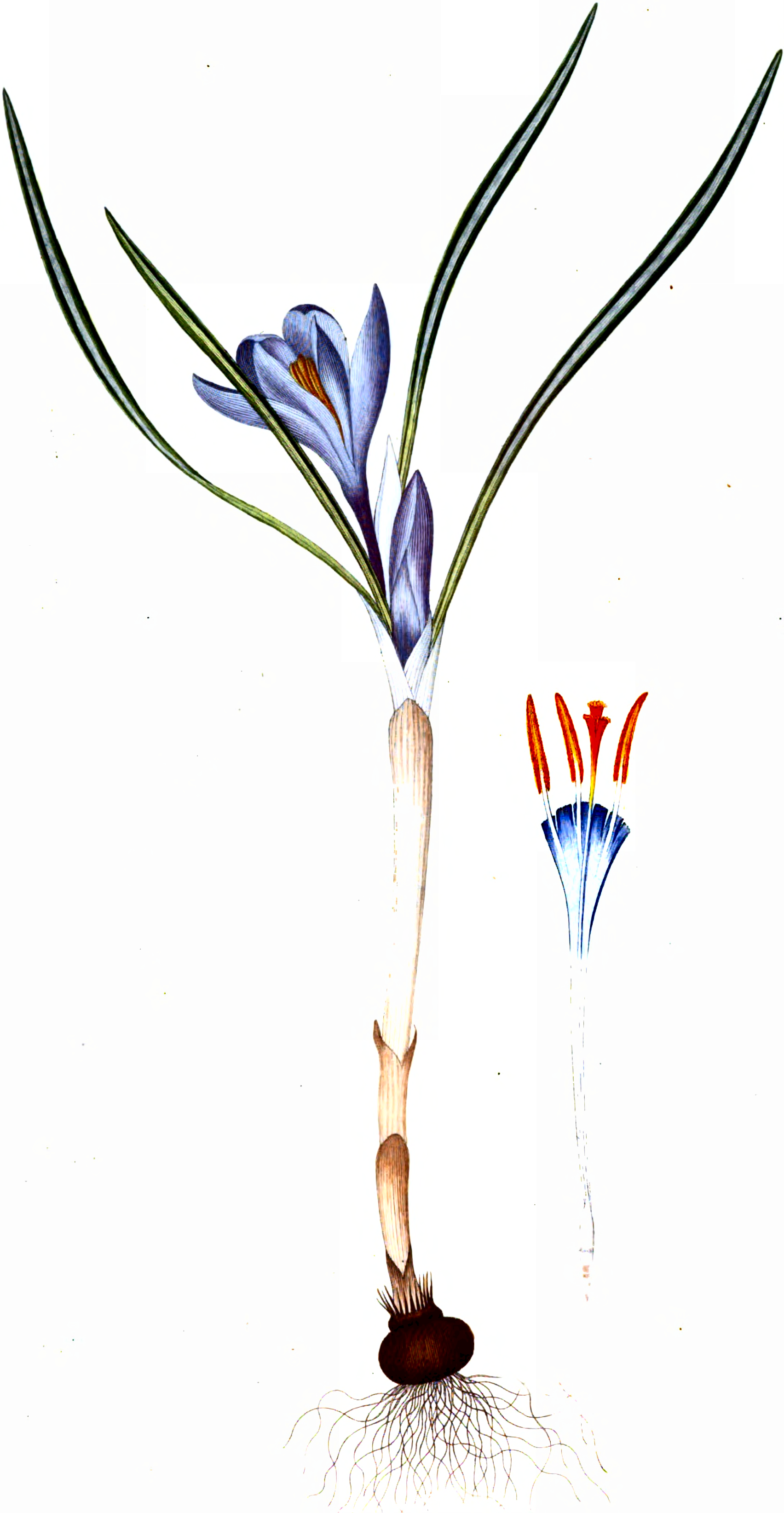
Fries: Crocus vernus
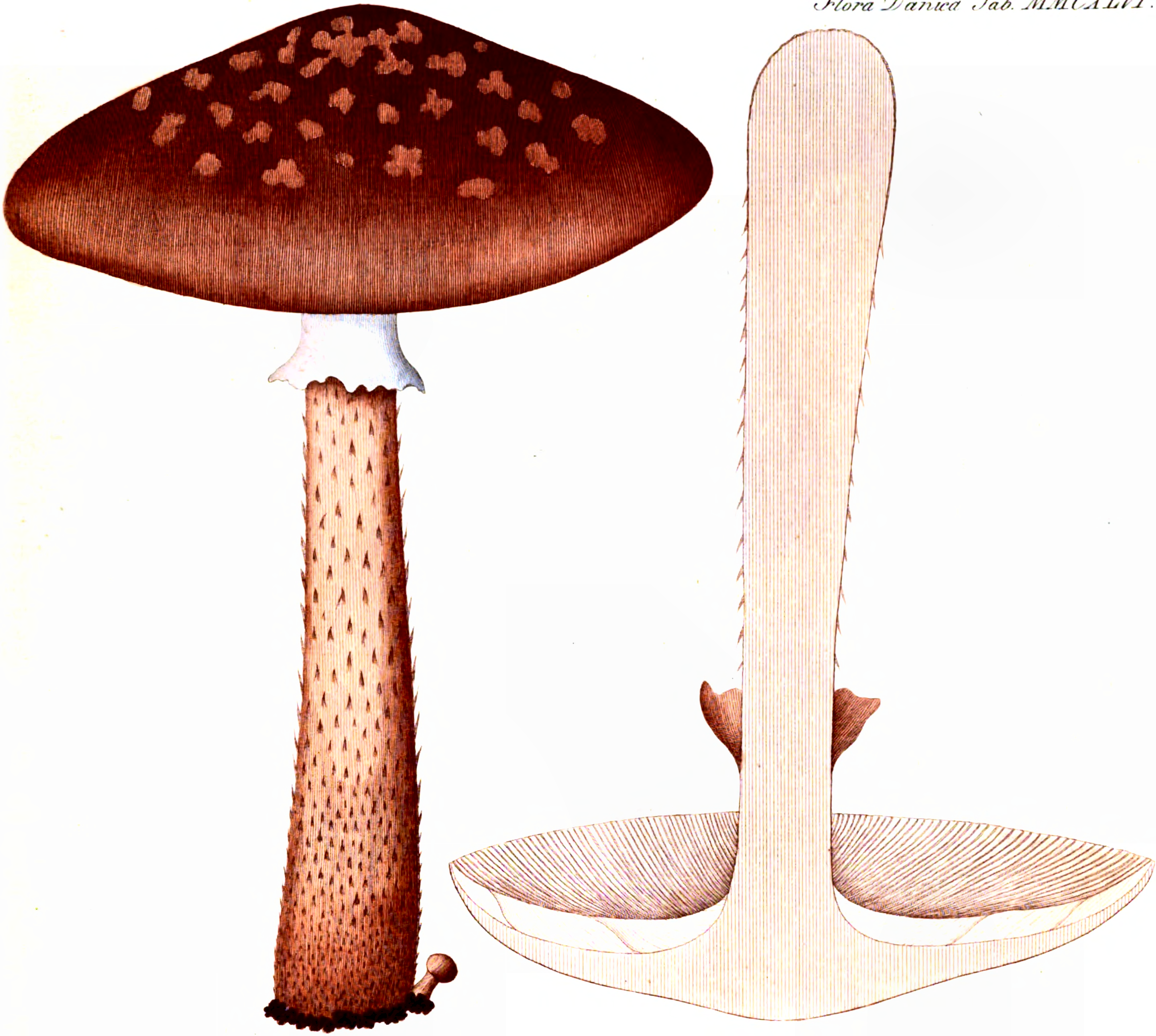
Fries: Agaricus magnificus

## Opere (selecție)

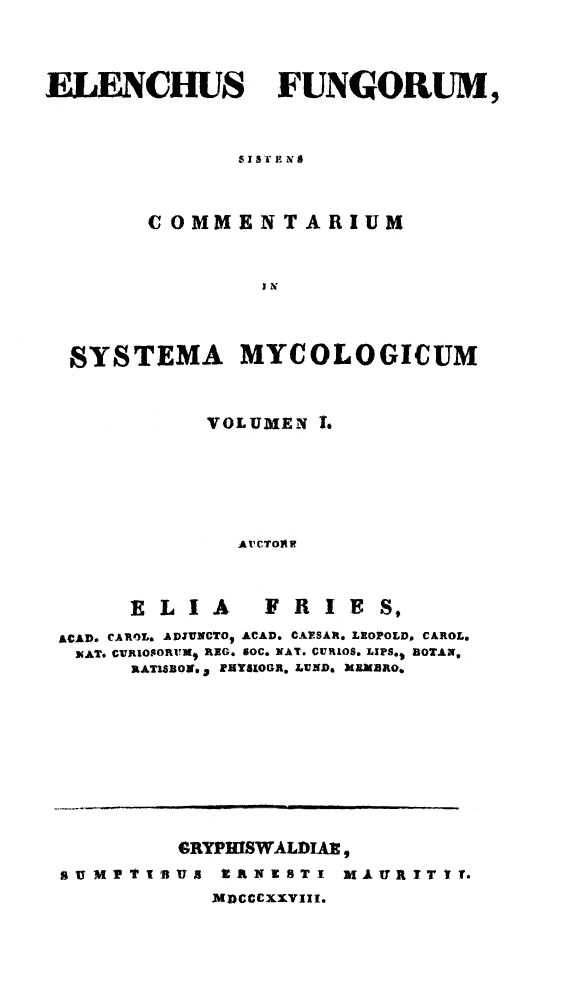
Elenchus fungorum, vol. I, 1828

- Novitiæ floræ svecicae, Lund și Uppsala 1814-1824
- Observationes mycologicae, 2 volume, Editura Gerhard Bonnier, Havniae 1815 și 1818 vol. 1, vol. 2
- Systema mycologicum, 3 volume, Editura Ernest Mauritius, Greifswald, 1821–1829 – Fries a sancționat cu această lucrare nomenclatura binară a lui Carl von Linné și pentru ciuperci. Volumul 1, Volumul 2, Volumul 3
- Systema Orbis Vegetabilis, 2 volume, Editura Typographia Academica, Lundae 1825 și 1828, [https://books.google.de/books?
- Systema mycologicum, volumul 3: suplement/index, Editura Ernest Mauritius, Greifswald, 1832

id=zeEVAAAAYAAJ&pg=PA9&dq=Systema+Orbis+Vegetabilis&hl=de&sa=X&ved=0ahUKEwjzorTV4ezeAhVEXCwKHXkABP0Q6AEIKDAA#v=onepage&q=Systema%20Orbis%20Vegetabilis&f=false Volumul 1] 
- Elenchus fungorum, 2 volume, Editura Ernst Mauritius, Greifswald 1828
- Lichenographia europaea reformata (1831)
- Flora danica (1831-1834)
- Corpus Florarum Provincialium Sueciae: Floram Scanicam, 3 volume, Editura Palmblad, Sebell & C. Uppsala, 1835-1837 Volumul 1
- Boleti, Fungorum generis, illustratio, Editura  Regiae Academiae Typographia, Uppsala 1835, (împreună cu Christopher Theodor Hök)
- Picilegium plantarum neglectarum: Decadem primam: Agaricos hyperhodios sistentem, Editura Regiae Academiae Typograph, Uppsala 1836 (împreună cu Fransiscus Theodorus Noréus)
- Anteckningar öfver de i Sverige växande ätliga Svampar, Editura Palmblad, Sebell & C., (Uppsala 1836)
- Epicrisis systematis mycologici, seu synopsis hymenomycetum, Editura Typographia Academica, Uppsala (1836-1838)
- Summa vegetabilium Scandinaviae... 3 volume, Editura A. Bonnier, Stockholm 1846-1849 vol. 1
- Botaniska utflygter, 3 volume (1853-64) (Excursii botanice)
- Novae symbolae mycologicae Editura C. A. Leffler Reg. Acad. Typographus, Uppsala 1855
- Monographia Hymenomycetum Sueciae, 2 volume, Editura C. A. Leffler, Uppsala 1857 și 1863
- Sveriges ätlige och giftiga Svampar (Ciuperci comestibile și necomestibile ale Suediei) (1861–1868)
- Icones selectae hymenomycetum nondum delineatorum, vol. I, Editura P.A. Norstedt : Typographia Centralis & Ed. Berling, Holmiae (Uppsala) 1867, 200 plăci colorate
- Hymenomycetes Europaei, sive Epicriseos systematis mycologici (Bureți cu pălărie Hymenomycetidae ai Europei), Editura Berling, Uppsala  1874
- Icones selectae hymenomycetum nondum delineatorum, vol. II, Editura P.A. Norstedt : Typographia Centralis & Ed. Berling, Holmiae (Uppsala) 1884, 151 plăci colorate (postum)